# Raimondo Rossi
Raimondo Rossi (* 10. Februar 1870 in Arzo; † 8. Juli 1955 in Lugano) war ein Schweizer Rechtsanwalt, Politiker, Tessiner Grossrat und Staatsrat der Konservativen Partei (CVP).

## Leben
Raimondo Rossi wurde geboren als Sohn des Anwalts Antonio und dessen Ehefrau Antonietta geborene Formenti. Er heiratete 1893 Bianca Chicherio, Tochter des Silvio von Bellinzona. Er promovierte in Rechtswissenschaften an der Universität Lausanne im Jahr 1891. Dann war er Professor für Wirtschaft und Gesetzgebung von 1895 bis 1922 und Rektor ab 1904 der Scuola cantonale di commercio in Bellinzona. In seiner Jugend war er aktiv in der Unione democratica ticinese. Danach schloss er sich der Landwirtschaftspartei an, für die er Staatsrat von 1922 bis 1927 war; als Direktor der Finanzabteilung sanierte er den kantonalen Haushalt. Da er bei den Sozialisten unbeliebt war und von den Konservativen nicht mehr unterstützt wurde, wurde er 1927 nicht wiedergewählt. Von 1927 bis 1928 war er  Abgeordneter im Tessiner Grossrat.
Später war er Direktor der Filiale Lugano der Schweizerischen Nationalbank von 1928 bis 1940. Als überzeugter Helvetist gehörte er zu den Initianten der Associazione della settimana svizzera, der die Bevölkerung für den Kauf von einheimischen Produkten sensibilisieren wollte. Im Militärdienst war er Oberst und Präsident des Divisionsgerichts.